# Пищеварение
Пищеваре́ние — химическая (главным образом ферментативная), иногда также механическая обработка пищи — совокупность процессов, обеспечивающих расщепление пищевых веществ на различные компоненты, пригодные к всасыванию и участию в обмене веществ. В ходе пищеварения происходит превращение органических макромолекул пищи в более мелкие молекулы, в частности, расщепление биополимеров пищи на мономеры (например жиры до глицерина и высших карбоновых кислот). Этот процесс осуществляется с помощью пищеварительных (гидролитических) ферментов. После вышеописанного процесса обработки пища всасывается непосредственно в цитоплазму клеток (при внеклеточном пищеварении у бактерий и грибов и при внутриклеточном пищеварении) или через стенки пищеварительного тракта в жидкие среды организма (у человека — в кровь или лимфу).

## Биологическое значение пищеварения
- Расщепление крупных частиц на более мелкие необходимо для всасывания пищи — её транспорт внутрь цитоплазмы клеток через клеточную мембрану, а у животных с внутрикишечным пищеварением — всасывание сквозь стенки желудочно-кишечного тракта в транспортную систему (кровь, лимфу и так далее).
- Расщепление на мономеры белков, ДНК (отчасти и других полимеров пищи) необходимо для последующего синтеза из мономеров «своих», специфических для данного вида организмов биомолекул.

## Основные типы пищеварения и их распространение среди групп живых организмов

### Внеклеточное (дистантное) пищеварение
Этот тип пищеварения характеризуется тем, что синтезированные секреторными клетками ферменты выделяются во внеклеточную среду, где реализуется их гидролитический эффект. Секреция гидролитических ферментов из клеток в пищеварительные полости впервые появилась у кишечнополостных и гребневиков. У кольчатых червей, ракообразных, насекомых, головоногих, оболочников и хордовых (за исключением ланцетника) внеклеточное пищеварение преобладает. Оно особенно развито у высокоорганизованных животных и человека, у которых обеспечивает начальное переваривание пищевых веществ. У этих организмов секреторные клетки расположены достаточно далеко от пищеварительных полостей, где реализуется действие гидролаз, поэтому внеклеточное пищеварение определяется как дистантное. Дистантное пищеварение, происходящее в специальных полостях, обозначается как полостное.
Внеклеточное пищеварение характерно для всех гетеротрофных организмов, клетки которых имеют клеточную стенку, — бактерий, архей, грибов, хищных растений и т. д. При этом способе пищеварения ферменты секретируются во внешнюю среду или закрепляются на наружной мембране (у грамотрицательных бактерий) либо на клеточной стенке. Переваривание пищи происходит вне клетки, образовавшиеся мономеры всасываются с помощью белков-транспортеров клеточной мембраны.

#### Полостное пищеварение
Полостное пищеварение характерно для многоклеточных животных, имеющих желудочно-кишечный тракт, и происходит в полости последнего.

#### Внекишечное пищеварение
Внекишечное пищеварение характерно для некоторых животных, которые обладают кишечником, но вводят пищеварительные ферменты в тело добычи, всасывая затем полупереваренную пищу (широко известные примеры таких животных — пауки и личинки жуков-плавунцов).

#### Мембранное (пристеночное) пищеварение
Пристеночное пищеварение осуществляется в слое слизи между микроворсинками тонкого кишечника и непосредственно на их поверхности (в гликокаликсе) у позвоночных и некоторых других животных.

### Внутриклеточное пищеварение
Внутриклеточное пищеварение — процесс, тесно связанный с эндоцитозом и характерный только для тех групп эукариот, у которых отсутствует клеточная стенка (часть протистов и большинство животных). Филогенетически данный тип пищеварения самый древний, так как он распространен у простейших и наиболее примитивных многоклеточных организмов, часто у плоских червей. Существует два типа внутриклеточного пищеварения. Первый связан с транспортом небольших молекул через клеточные мембраны и последующим перевариванием ферментами цитозоля. Внутриклеточное пищеварение может происходить также в специализированных внутриклеточных полостях — пищеварительных вакуолях, присутствующих постоянно или образующихся при фагоцитозе и пиноцитозе и исчезающих после того, как расщепление захваченной пищи завершено. Этот второй тип внутриклеточного пищеварения в большинстве случаев связан с участием лизосом, которые содержат широкий набор различных гидролитических ферментов с оптимумом pH 3,5—5,5 независимо от того, какому организму они принадлежат. Ферменты лизосом существенно отличаются от ферментов, реализующих внеклеточное пищеварение.
Пищевые частицы или пищевые растворы в околоклеточной среде вызывают впячивания плазматической мембраны, которые затем отшнуровываются и погружаются в цитоплазму, образуя пино- и фагоцитозные вакуоли. Соединяясь с последними, лизосомы образуют так называемые фагосомы, где происходит контакт ферментов с соответствующими субстратами. В этом случае имеет место внутриклеточное внеплазматическое пищеварение, физико-химические закономерности которого не отличаются или мало отличаются от закономерностей полостного пищеварения. Следовательно, внутриклеточное пищеварение второго типа может быть охарактеризовано как микрополостное. Так как внутренняя поверхность мембраны лизосом и вакуолей содержит различные гидролитические ферменты, то микрополостной гидролиз может дополняться мембранным. Образовавшиеся продукты гидролиза всасываются через мембрану фагосом. После завершения пищеварительного цикла остатки фагосом выбрасываются за пределы клетки путем экзоцитоза. Лизосомы играют также важную роль в расщеплении собственных структур клетки, которые используются в качестве пищевого материала либо данной клеткой, либо за её пределами.

## Пищеварение у животных
У большинства животных внутрикишечное пищеварение сочетается с внутриклеточным. Только внутриклеточное пищеварение присутствует у губок. Преимущественно внутрикишечное пищеварение (иногда дополненное внекишечным) характерно для насекомых, нематод и позвоночных. У некоторых животных кишечник отсутствует (губки, плакозои, книдоспоридии, дициемиды и ортонектиды, погонофоры, ленточные черви, спороцисты трематод, взрослые стадии корнеголовых раков и отдельные виды других групп). Такие животные используют внутриклеточное пищеварение (губки, плакозои), внекишечное наружное или пристеночное пищеварение (плакозои, ленточные черви) или питаются за счет эндосимбионтов. которых могут переваривать внутриклеточно (погонофоры, некоторые двустворчатые моллюски).
У некоторых животных (книдарии, немертодерматиды и ксенотурбеллиды, многие плоские черви) кишечник слепо замкнут (в него ведет только ротовое отверстие). При этом часто развита мускулистая глотка, у турбеллярий в нее открываются глоточные железы, выделяющие пищеварительные ферменты.
У большинства животных пищеварительный тракт сквозной. В нем выделяют передняя, среднюю и заднюю кишку; передняя и задняя кишка развиваются из эктодермы, средняя — из энтодермы. Часто пищеварительный тракт подразделяется на функциональные отделы — ротовую полость, глотку, пищевод, желудок и кишечник. В пищеварении у моллюсков и большинства членистоногих участвуют пищеварительные железы — гепатопанкреас, протоки которого открываются в желудок, и часто также слюнные железы.
У членистоногих в передней кишке (в частности, в желудке) у некоторых преимущественно растительноядных видов есть хитиновые образования, служащие для перетирания твёрдой пищи. Ротовой аппарат образован видоизменёнными конечностями.
Пищеварение у позвоночных представляет собой совокупность следующих взаимосвязанных процессов: механическая и физическая обработка пищи, её продвижения по пищеварительному тракту, химическое разрушение (гидролиз) компонентов пищи, что реализуется секреторной функцией желудочно-кишечного тракта; процесс всасывания органических и неорганических соединений, в том числе микроэлементов и воды, в кровь и лимфу; экскреция в просвет желудочно-кишечного тракта продуктов жизнедеятельности организма, подлежащих удалению; их удаление из организма вместе с непереваренными остатками пищи.
Для позвоночных характерно отсутствие или слабая выраженность внутриклеточного пищеварения и преобладание внутрикишечного и пристеночного пищеварения. У всех позвоночных в пищеварении участвуют печень и поджелудочная железа, у наземных — также слюнные железы.

## Пищеварительный процесс у человека

Пищеварительный тракт

Желудочно-кишечный тракт

### Ротовая полость
У человека пищеварение начинается в ротовой полости, где пища пережёвывается. Этот процесс стимулирует экзокринные железы, выделяющие слюну. Присутствующая в слюне амилаза участвует в расщеплении полисахаридов и образовании болюса — пищевого комка, что облегчает прохождение пищи по пищеводу. Раздражение рецепторов в слизистой оболочке глотки вызывает глотательный рефлекс, который координируется в глотательном центре, расположенном в продолговатом мозге и варолиевом мосту. В координированном акте глотания участвуют мягкое нёбо и язычок (uvula), которые предотвращают попадание пищи в носовую полость, и надгортанник, который не даёт пище попадать в трахею.

### Желудок
Желудок расположен под диафрагмой в левом подреберье и надчревной области.
Имеется 3 оболочки:
1. Внешняя (Брюшина)
2. Мышечный слой
  - наружный слой (продольный)
  - средний слой (циркулярный);
  - внутренний слой (косой).
3. Внутренняя (Слизистая оболочка) — выстлана неороговевающим, цилиндрическим эпителием.

Пища попадает в желудок, проходя через кардиальный сфинктер. Там она смешивается с желудочным соком, активными компонентами которого являются соляная кислота и пищеварительные ферменты:
- Пепсин — расщепляет белки до аминокислот, полипептидов, олигопептидов[3].
- Реннин (или химозин) — имеется у детей до 1 года, помогает переварить молочные продукты. После одного года химозин пропадает, его функции будет выполнять соляная кислота.

Париетальные клетки желудка также секретируют внутренний фактор Касла, необходимый для всасывания витамина B12.

### Тонкая кишка
Через пилорический сфинктер пища попадает в тонкую кишку. Первый отдел тонкой кишки — двенадцатиперстная кишка, где происходит смешивание пищи с желчью, которая обеспечивает эмульгирование жиров ферментами поджелудочной железы и тонкой кишки, расщепляющими углеводы (мальтоза, лактоза, сахароза), белки (трипсин и химотрипсин). В тонкой кишке происходит всасывание основного объёма питательных веществ и витаминов через кишечную стенку.

### Толстая кишка
После прохождения тонкой кишки пища попадает в толстую кишку, состоящую из слепой, ободочной, сигмовидной и прямой кишок. Здесь происходит всасывание воды и электролитов, здесь же происходит и формирование каловых масс.

## Регуляция пищеварения
Пищеварение у человека является психофизиологическим процессом. Это означает, что на последовательность и скорость реакций влияют гуморальные способности желудочно-кишечного тракта, качество пищи и состояния вегетативной нервной системы.
Гуморальные способности, влияющие на пищеварение, обуславливаются гормонами, которые вырабатываются клетками слизистой оболочки желудка и тонкого кишечника. Основными пищеварительными гормонами являются гастрин, секретин и холецистокинин. Они выделяются в кровеносную систему желудочно-кишечного тракта и способствуют выработке пищеварительных соков и продвижению пищи.
Усваиваемость зависит от качества пищи:
- значительное содержание клетчатки (в том числе растворимой) способно существенно уменьшить всасывание;
- некоторые микроэлементы, содержащиеся в пище, влияют на процессы всасывания веществ в тонком кишечнике[5];
- жиры различной природы всасывают по-разному. Насыщенные животные жиры всасываются и преобразуются в человеческий жир гораздо легче, чем полиненасыщенные растительные жиры, которые практически не участвуют в образовании человеческого жира;
- всасывание кишечником углеводов, жиров и белков несколько меняется в зависимости от времени суток и времени года;
- всасывание меняется также в зависимости от химического состава продуктов, которые поступили в кишечник раньше.

Регуляция пищеварения обеспечивается также вегетативной нервной системой. Парасимпатическая часть стимулирует секрецию и перистальтику, в то время как симпатическая часть подавляет.

### Гормоны и другие биологически активные вещества, влияющие на пищеварение
Га́строэнте́ропанкреати́ческая эндокри́нная систе́ма — отдел эндокринной системы, представленный рассеянными в различных органах пищеварительной системы эндокринными клетками (апудоцитами) и пептидергическими нейронами, продуцирующими пептидные гормоны. Является наиболее изученной частью диффузной эндокринной системы (синоним АПУД-система) и включает примерно половину её клеток. Гастроэнтеропанкреатическую эндокринную систему называют «самым большим и сложным эндокринным органом в организме человека».
Гастри́н — гормон, синтезируемый G-клетками желудка, расположенными в основном в пилорическом отделе желудка. Гастрин связывается со специфическими гастриновыми рецепторами в желудке. Результатом усиления аденилатциклазной активности в париетальных клетках желудка является увеличение секреции желудочного сока, в особенности соляной кислоты. Гастрин также увеличивает секрецию пепсина главными клетками желудка, что, вместе с повышением кислотности желудочного сока, обеспечивающим оптимальный pH для действия пепсина, способствует оптимальному перевариванию пищи в желудке. Одновременно гастрин увеличивает секрецию бикарбонатов и слизи в слизистой желудка, обеспечивая тем самым защиту слизистой от воздействия соляной кислоты и пепсина. Гастрин тормозит опорожнение желудка, что обеспечивает достаточную для переваривания пищи длительность воздействия соляной кислоты и пепсина на пищевой комок. Кроме того, гастрин увеличивает продукцию простагландина E в слизистой желудка, что приводит к местному расширению сосудов, усилению кровоснабжения и физиологическому отёку слизистой желудка и к миграции лейкоцитов в слизистую.
Секрети́н — пептидный гормон, состоящий из 27 аминокислотных остатков, вырабатываемый S-клетками слизистой оболочки тонкой кишки и участвующий в регуляции секреторной деятельности поджелудочной железы. Усиливают стимуляцию продукции секретина желчные кислоты. Всасываясь в кровь, секретин достигает поджелудочной железы, в которой усиливает секрецию воды и электролитов, преимущественно бикарбоната. Увеличивая объём выделяемого поджелудочной железой сока, секретин не влияет на образование железой ферментов. Эту функцию выполняет другое вещество, вырабатываемое в слизистой оболочке тонкой кишки — холецистокинин. Биологическое определение секретина основано на его способности (при внутривенном введении животным) увеличивать количество щёлочи в соке поджелудочной железы. Секретин является блокатором продукции соляной кислоты париетальными клетками желудка. Основой эффект, вызываемый секретином, — стимуляция продукции эпителием желчных, панкреатических протоков и бруннеровских желёз бикарбонатов, обеспечивая, таким образом, до 80 % секреции бикарбонатов в ответ на поступление пищи. Этот эффект опосредован через секрецию холецистокинина и это приводит к увеличению продукции желчи, стимулирования сокращений желчного пузыря и кишечника и увеличению секреции кишечного сока.
Холецистокини́н (CCK; ранее носил название панкреозимин) — нейропептидный гормон, вырабатываемый I-клетками слизистой оболочки двенадцатиперстной кишки и проксимальным отделом тощей кишки. Холецистокинин выступает медиатором в разнообразных процессах, происходящих в организме, в том числе, в пищеварении. Холецистокинин стимулирует расслабление сфинктера Одди; увеличивает ток печёночной желчи; повышает панкреатическую секрецию; снижает давление в билиарной системе: вызывает сокращение привратника желудка, что тормозит перемещение переваренной пищи в двенадцатиперстную кишку. Холецистокинин является блокатором секреции соляной кислоты париетальными клетками желудка. Ингибитором холецистокинина является соматостатин.
Глюкозозави́симый инсулинотро́пный по́липепти́д (ранее распространённые наименования: гастроингиби́торный по́липепти́д, желу́дочный ингиби́торный пепти́д; общепринятые аббревиатуры: GIP, ГИП или ЖИП) — пептидный гормон, состоящий из 42 аминокислотных остатков, вырабатываемый K-клетками слизистой оболочки двенадцатиперстной и проксимальной части тощей кишок. Относится к семейству секретина. Глюкозозависимый инсулинотропный полипептид является инкретином, то есть вырабатывается в кишечнике в ответ на пероральный приём пищи. Основная функция глюкозозависимого инсулинотропного полипептида — стимуляция секреции инсулина бета-клетками поджелудочной железы в ответ на приём пищи. Кроме того, ГИП ингибирует абсорбцию жиров, угнетает реабсорбцию натрия и воды в пищеварительном тракте, ингибирует липопротеинлипазу.
Вазоакти́вный интестина́льный пепти́д (называемый также вазоакти́вный интестина́льный полипепти́д; общепринятые аббревиатуры ВИП и VIP) — нейропептидный гормон, состоящий из 28 аминокислотных остатков, обнаруживаемый во многих органах, включая кишечник, головной и спинной мозг, поджелудочную железу. Вазоактивный интестинальный пептид, в отличие от других пептидных гормонов из семейства секретина, является исключительно нейромедиатором. Обладает сильным стимулирующим действием на кровоток в стенке кишки, а также на гладкую мускулатуру кишечника. Является ингибитором, угнетающим секрецию соляной кислоты париетальными клетками слизистой оболочки желудка. ВИП также является стимулятором продукции пепсиногена главными клетками желудка.
Мотили́н — гормон, вырабатываемый хромаффинными клетками слизистой оболочки желудочно-кишечного тракта, преимущественно двенадцатиперстной и тощей кишок.
Соматостати́н — гормон дельта-клеток островков Лангерганса поджелудочной железы, а также один из гормонов гипоталамуса. По химическому строению является пептидным гормоном. Соматостатин подавляет секрецию гипоталамусом соматотропин-рилизинг-гормона и секрецию передней долей гипофиза соматотропного гормона и тиреотропного гормона. Кроме того, он подавляет также секрецию различных гормонально активных пептидов и серотонина, продуцируемых в желудке, кишечнике, печени и поджелудочной железе. В частности, он понижает секрецию инсулина, глюкагона, гастрина, холецистокинина, вазоактивного интестинального пептида, инсулиноподобного фактора роста-1.

## Пищеварительные ферменты
Пищевари́тельные ферме́нты — группа ферментов, расщепляющих сложные компоненты пищи на более простые с химической точки зрения вещества, которые затем всасываются непосредственно в организм или проникают в систему кровообращения. В более широком смысле пищеварительными ферментами также называют все ферменты, расщепляющие крупные (обычно полимерные) молекулы на мономеры или более мелкие части. Пищеварительные ферменты вырабатываются и действуют в пищеварительной системе человека и животных. Кроме этого, к таким ферментам можно отнести внутриклеточные ферменты лизосом. Основные места действия пищеварительных ферментов в организме человека и животных — это ротовая полость, желудок, тонкая кишка. Пищеварительные ферменты вырабатываются желе́зистой тканью органов пищеварения: слюнные железы, железы желудка, печень, поджелудочная железа и железы тонкой кишки. Кроме того, часть ферментативных функций выполняется облигатной кишечной микрофлорой.

### Микрофлора кишечника
Обитающие в толстом кишечнике человека микроорганизмы выделяют пищеварительные ферменты, способствующие перевариванию некоторых видов пищи:
- Кишечная палочка — способствует перевариванию лактозы;
- Лактобактерии — превращают лактозу и другие углеводы в молочную кислоту.

### Пищеварительные ферменты насекомоядных растений
Из секрета непентеса Nepenthes macferlanei выделены протеазы, продемонстрирована также липазная активность. Его главный фермент, непентезин, по субстратной специфичности напоминает пепсин.